# Wereldkampioenschappen biatlon 2023
De wereldkampioenschappen biatlon 2023 werden van 8 tot en met 19 februari 2023 gehouden in de Lotto Thüringen Arena am Rennsteig in het Duitse Oberhof.

## Wedstrijdschema
| Datum       | Lokale tijd   | Mannen                                 | Vrouwen                                |
| ----------- | ------------- | -------------------------------------- | -------------------------------------- |
| 08 februari | 14:45         | 2 x 6 km + 2 x 6 km gemengde estafette | 2 x 6 km + 2 x 6 km gemengde estafette |
| 10 februari | 14:30         |                                        | 7,5 km sprint                          |
| 11 februari | 14:30         | 10 km sprint                           |                                        |
| 12 februari | 15:30 / 13:25 | 12,5 km achtervolging                  | 10 km achtervolging                    |
| 14 februari | 14:30         | 20 km individueel                      |                                        |
| 15 februari | 14:30         |                                        | 15 km individueel                      |
| 16 februari | 15:10         | Single-Mixed-Relay                     | Single-Mixed-Relay                     |
| 18 februari | 11:45 / 15:00 | 4 x 7,5 km estafette                   | 4 x 6 km estafette                     |
| 19 februari | 12:30 / 15:15 | 15 km massastart                       | 12,5 km massastart                     |

## Medailles

### Mannen
| Onderdeel             | Goud                                                                               | Goud      | Zilver                                                                                  | Zilver    | Brons                                                                    | Brons     |
| --------------------- | ---------------------------------------------------------------------------------- | --------- | --------------------------------------------------------------------------------------- | --------- | ------------------------------------------------------------------------ | --------- |
| 20 km individueel     | Johannes Thingnes Bø Noorwegen                                                     | 49.57,5   | Sturla Holm Lægreid Noorwegen                                                           | 51.08,2   | Sebastian Samuelsson Zweden                                              | 51.08,6   |
| 10 km sprint          | Johannes Thingnes Bø Noorwegen                                                     | 23.21,7   | Tarjei Bø Noorwegen                                                                     | 23.36,5   | Sturla Holm Lægreid Noorwegen                                            | 24.01,6   |
| 12,5 km achtervolging | Johannes Thingnes Bø Noorwegen                                                     | 33.34,5   | Sturla Holm Lægreid Noorwegen                                                           | 34.45,7   | Sebastian Samuelsson Zweden                                              | 35.28,6   |
| 15 km massastart      | Sebastian Samuelsson Zweden                                                        | 36.42,8   | Martin Ponsiluoma Zweden                                                                | 36.52,4   | Johannes Thingnes Bø Noorwegen                                           | 37.21,6   |
| 4×7,5 km estafette    | Frankrijk Antonin Guigonnat Fabien Claude Émilien Jacquelin Quentin Fillon Maillet | 1:21.48,8 | Noorwegen Vetle Sjåstad Christiansen Tarjei Bø Sturla Holm Lægreid Johannes Thingnes Bø | 1:22.27,6 | Zweden Peppe Femling Martin Ponsiluoma Jesper Nelin Sebastian Samuelsson | 1:23.28,7 |

### Vrouwen
| Onderdeel           | Goud                                                                    | Goud      | Zilver                                                                       | Zilver    | Brons                                                       | Brons     |
| ------------------- | ----------------------------------------------------------------------- | --------- | ---------------------------------------------------------------------------- | --------- | ----------------------------------------------------------- | --------- |
| 15 km individueel   | Hanna Öberg Zweden                                                      | 43.36,1   | Linn Persson Zweden                                                          | 43.46,4   | Lisa Vittozzi Italië                                        | 44.04,1   |
| 7,5 km sprint       | Denise Herrmann-Wick Duitsland                                          | 21.19,7   | Hanna Öberg Zweden                                                           | 21.21,9   | Linn Persson Zweden                                         | 21.35,9   |
| 10 km achtervolging | Julia Simon Frankrijk                                                   | 32.00,8   | Denise Herrmann-Wick Duitsland                                               | 32.27,8   | Marte Olsbu Røiseland Noorwegen                             | 32.38,5   |
| 12,5 km massastart  | Hanna Öberg Zweden                                                      | 36.48,0   | Ingrid Landmark Tandrevold Noorwegen                                         | 36.52,8   | Julia Simon Frankrijk                                       | 37.08,8   |
| 4×6 km estafette    | Italië Samuela Comola Dorothea Wierer Hannah Auchentaller Lisa Vittozzi | 1:14.39,7 | Duitsland Vanessa Voigt Hanna Kebinger Sophia Schneider Denise Herrmann-Wick | 1:15.04,4 | Zweden Linn Persson Anna Magnusson Elvira Öberg Hanna Öberg | 1:15.35,4 |

### Gemengd
| Onderdeel          | Goud                                                                                                | Goud      | Zilver                                                              | Zilver    | Brons                                                                                  | Brons     |
| ------------------ | --------------------------------------------------------------------------------------------------- | --------- | ------------------------------------------------------------------- | --------- | -------------------------------------------------------------------------------------- | --------- |
| Single-Mixed-Relay | Noorwegen Marte Olsbu Røiseland Johannes Thingnes Bø                                                | 35.37,1   | Oostenrijk Lisa Hauser David Komatz                                 | 35.50,9   | Italië Lisa Vittozzi Tommaso Giacomel                                                  | 36.28,1   |
| Gemengde estafette | Noorwegen Ingrid Landmark Tandrevold Marte Olsbu Røiseland Sturla Holm Lægreid Johannes Thingnes Bø | 1:04.41,0 | Italië Lisa Vittozzi Dorothea Wierer Didier Bionaz Tommaso Giacomel | 1:04.53,5 | Frankrijk Julia Simon Anaïs Chevalier-Bouchet Émilien Jacquelin Quentin Fillon Maillet | 1:05.37,8 |

### Medailleklassement
| Plaats | Land       | Goud | Zilver | Brons | Totaal |
| 1      | Noorwegen  | 5    | 5      | 3     | 13     |
| 2      | Zweden     | 3    | 3      | 5     | 11     |
| 3      | Frankrijk  | 2    | 0      | 2     | 4      |
| 4      | Duitsland  | 1    | 2      | 0     | 3      |
| 5      | Italië     | 1    | 1      | 2     | 3      |
| 6      | Oostenrijk | 0    | 1      | 0     | 1      |
| Totaal | Totaal     | 12   | 12     | 12    | 36     |

## Uitslagen

### Individueel
| 20 km mannen | 20 km mannen               | 20 km mannen | 20 km mannen  | 20 km mannen |
| #            | Naam                       | Land         | Straf         | Tijd         |
| ------------ | -------------------------- | ------------ | ------------- | ------------ |
| Goud         | Johannes Thingnes Bø       | NOR          | 0 – 1 – 1 – 0 | 49.57,5      |
| Zilver       | Sturla Holm Lægreid        | NOR          | 0 – 0 – 0 – 1 | + 1.10,7     |
| Brons        | Sebastian Samuelsson       | SWE          | 0 – 0 – 1 – 0 | + 1.11,1     |
| 4            | Quentin Fillon Maillet     | FRA          | 0 – 0 – 0 – 1 | + 1.31,9     |
| 5            | Benedikt Doll              | GER          | 1 – 0 – 0 – 0 | + 2.09,6     |
| 6            | Niklas Hartweg             | SUI          | 1 – 0 – 0 – 0 | + 2.31,8     |
| 7            | Tarjei Bø                  | NOR          | 1 – 0 – 0 – 1 | + 2.32,9     |
| 8            | Michal Krčmář              | CZE          | 0 – 1 – 0 – 0 | + 2.49,2     |
| 9            | Philipp Nawrath            | GER          | 0 – 0 – 2 – 0 | + 3.20,2     |
| 10           | Vetle Sjåstad Christiansen | NOR          | 0 – 1 – 0 – 1 | + 3.29,5     |

| 15 km vrouwen | 15 km vrouwen    | 15 km vrouwen | 15 km vrouwen | 15 km vrouwen |
| #             | Naam             | Land          | Straf         | Tijd          |
| ------------- | ---------------- | ------------- | ------------- | ------------- |
| Goud          | Hanna Öberg      | SWE           | 1 – 0 – 0 – 0 | 43.36,1       |
| Zilver        | Linn Persson     | SWE           | 0 – 0 – 0 – 0 | + 10,3        |
| Brons         | Lisa Vittozzi    | ITA           | 0 – 0 – 0 – 1 | + 28,0        |
| 4             | Samuela Comola   | ITA           | 0 – 0 – 0 – 0 | + 48,5        |
| 5             | Julia Simon      | FRA           | 1 – 0 – 1 – 1 | + 1.21,7      |
| 6             | Tuuli Tomingas   | EST           | 0 – 1 – 1 – 0 | + 2.23,3      |
| 7             | Lou Jeanmonnot   | FRA           | 1 – 0 – 0 – 1 | + 2.33,9      |
| 8             | Suvi Minkkinen   | FIN           | 0 – 0 – 0 – 0 | + 2.43,9      |
| 9             | Lena Häcki-Groß  | SUI           | 1 – 2 – 0 – 0 | + 2.44,4      |
| 10            | Markéta Davidová | CZE           | 1 – 1 – 1 – 0 | + 3.01,3      |

### Sprint
| 10 km mannen | 10 km mannen               | 10 km mannen | 10 km mannen | 10 km mannen |
| #            | Naam                       | Land         | Straf        | Tijd         |
| ------------ | -------------------------- | ------------ | ------------ | ------------ |
| Goud         | Johannes Thingnes Bø       | NOR          | 1 – 0        | 23.21,7      |
| Zilver       | Tarjei Bø                  | NOR          | 0 – 0        | + 14,8       |
| Brons        | Sturla Holm Lægreid        | NOR          | 0 – 1        | + 39,9       |
| 4            | Johannes Dale              | NOR          | 0 – 1        | + 43,6       |
| 5            | Dmytro Pidroetsjni         | UKR          | 0 – 0        | + 53,4       |
| 6            | Vetle Sjåstad Christiansen | NOR          | 0 – 1        | + 59,7       |
| 7            | Andrejs Rastorgujevs       | LAT          | 0 – 0        | + 1.02,4     |
| 8            | Johannes Kühn              | GER          | 0 – 1        | + 1.04,8     |
| 9            | Quentin Fillon Maillet     | FRA          | 0 – 1        | + 1.08,9     |
| 10           | Antonin Guigonnat          | FRA          | 0 – 0        | + 1.09,0     |

| 7,5 km vrouwen | 7,5 km vrouwen        | 7,5 km vrouwen | 7,5 km vrouwen | 7,5 km vrouwen |
| #              | Naam                  | Land           | Straf          | Tijd           |
| -------------- | --------------------- | -------------- | -------------- | -------------- |
| Goud           | Denise Herrmann-Wick  | GER            | 0 – 0          | 21.19,7        |
| Zilver         | Hanna Öberg           | SWE            | 0 – 0          | + 2,2          |
| Brons          | Linn Persson          | SWE            | 0 – 0          | + 26,2         |
| 4              | Marte Olsbu Røiseland | NOR            | 1 – 0          | + 31,3         |
| 5              | Lisa Vittozzi         | ITA            | 0 – 1          | + 45,8         |
| 6              | Markéta Davidová      | CZE            | 0 – 0          | + 50,5         |
| 7              | Sophia Schneider      | GER            | 0 – 1          | + 57,6         |
| 8              | Polona Klemenčič      | SLO            | 0 – 0          | + 58,1         |
| 9              | Anna Magnusson        | SWE            | 0 – 0          | + 58,8         |
| 10             | Julia Simon           | FRA            | 0 – 2          | + 1.02,8       |

### Achtervolging
| 12,5 km mannen | 12,5 km mannen             | 12,5 km mannen | 12,5 km mannen | 12,5 km mannen |
| #              | Naam                       | Land           | Straf          | Tijd           |
| -------------- | -------------------------- | -------------- | -------------- | -------------- |
| Goud           | Johannes Thingnes Bø       | NOR            | 0 – 0 – 0 – 0  | 33.34,5        |
| Zilver         | Sturla Holm Lægreid        | NOR            | 0 – 0 – 0 – 0  | + 1.11,2       |
| Brons          | Sebastian Samuelsson       | SWE            | 0 – 0 – 0 – 2  | + 1.54,1       |
| 4              | Tarjei Bø                  | NOR            | 0 – 0 – 2 – 2  | + 1.57,3       |
| 5              | Vetle Sjåstad Christiansen | NOR            | 0 – 0 – 0 – 2  | + 2.14,7       |
| 6              | Johannes Kühn              | GER            | 0 – 0 – 1 – 2  | + 2.27,1       |
| 7              | Johannes Dale              | NOR            | 0 – 1 – 1 – 3  | + 2.48,2       |
| 8              | Dmytro Pidroetsjni         | UKR            | 0 – 0 – 2 – 0  | + 2.52,0       |
| 9              | Andrejs Rastorgujevs       | LAT            | 1 – 0 – 1 – 0  | + 2.56,9       |
| 10             | Roman Rees                 | GER            | 1 – 0 – 1 – 0  | + 3.04,5       |

| 10 km vrouwen | 10 km vrouwen              | 10 km vrouwen | 10 km vrouwen | 10 km vrouwen |
| #             | Naam                       | Land          | Straf         | Tijd          |
| ------------- | -------------------------- | ------------- | ------------- | ------------- |
| Goud          | Julia Simon                | FRA           | 0 – 0 – 0 – 1 | 32.00,8       |
| Zilver        | Denise Herrmann-Wick       | GER           | 1 – 0 – 1 – 2 | + 27,0        |
| Brons         | Marte Olsbu Røiseland      | NOR           | 1 – 1 – 1 – 0 | + 37,7        |
| 4             | Ingrid Landmark Tandrevold | NOR           | 0 – 1 – 1 – 1 | + 1.00,3      |
| 5             | Sophia Schneider           | GER           | 0 – 0 – 1 – 0 | + 1.08,3      |
| 6             | Lou Jeanmonnot             | FRA           | 1 – 1 – 0 – 0 | + 1.08,7      |
| 7             | Tereza Voborníková         | CZE           | 1 – 1 – 0 – 0 | + 1.12,9      |
| 8             | Hanna Kebinger             | GER           | 1 – 1 – 0 – 0 | + 1.21,5      |
| 9             | Sophie Chauveau            | FRA           | 0 – 0 – 2 – 1 | + 1.23,6      |
| 10            | Linn Persson               | SWE           | 0 – 2 – 1 – 0 | + 1.27,3      |

### Massastart
| 15 km mannen | 15 km mannen           | 15 km mannen | 15 km mannen  | 15 km mannen |
| #            | Naam                   | Land         | Straf         | Tijd         |
| ------------ | ---------------------- | ------------ | ------------- | ------------ |
| Goud         | Sebastian Samuelsson   | SWE          | 0 – 0 – 0 – 0 | 36.42,8      |
| Zilver       | Martin Ponsiluoma      | SWE          | 0 – 1 – 1 – 0 | + 9,6        |
| Brons        | Johannes Thingnes Bø   | NOR          | 1 – 1 – 0 – 1 | + 38,8       |
| 4            | Sturla Holm Lægreid    | NOR          | 0 – 1 – 0 – 1 | + 55,8       |
| 5            | Andrejs Rastorgujevs   | LAT          | 0 – 0 – 2 – 1 | + 1.07,3     |
| 6            | Quentin Fillon Maillet | FRA          | 0 – 1 – 1 – 0 | + 1.10,9     |
| 7            | Sebastian Stalder      | SUI          | 0 – 0 – 0 – 0 | + 1.11,1     |
| 8            | Fabien Claude          | FRA          | 0 – 0 – 1 – 1 | + 1.26,4     |
| 9            | Tarjei Bø              | NOR          | 1 – 1 – 0 – 2 | + 1.31,2     |
| 10           | Tero Seppälä           | FIN          | 1 – 1 – 0 – 0 | + 1.31,3     |

| 12,5 km vrouwen | 12,5 km vrouwen            | 12,5 km vrouwen | 12,5 km vrouwen | 12,5 km vrouwen |
| #               | Naam                       | Land            | Straf           | Tijd            |
| --------------- | -------------------------- | --------------- | --------------- | --------------- |
| Goud            | Hanna Öberg                | SWE             | 1 – 1 – 0 – 0   | 36.48,8         |
| Zilver          | Ingrid Landmark Tandrevold | NOR             | 0 – 1 – 0 – 0   | + 4,8           |
| Brons           | Julia Simon                | FRA             | 1 – 1 – 0 – 1   | + 20,8          |
| 4               | Anaïs Chevalier-Bouchet    | FRA             | 0 – 0 – 0 – 1   | + 34,7          |
| 5               | Markéta Davidová           | CZE             | 0 – 1 – 1 – 0   | + 51,4          |
| 6               | Karoline Offigstad Knotten | NOR             | 0 – 1 – 0 – 0   | + 57,7          |
| 7               | Emma Lunder                | CAN             | 0 – 1 – 1 – 0   | + 57,8          |
| 8               | Linn Persson               | SWE             | 0 – 0 – 1 – 1   | + 1.00,6        |
| 9               | Lisa Theresa Hauser        | AUT             | 0 – 0 – 1 – 1   | + 1.01,9        |
| 10              | Samuela Comola             | ITA             | 0 – 0 – 0 – 0   | + 1.02,4        |

### Estafette
| 4 x 7,5 km mannen | 4 x 7,5 km mannen                                                             | 4 x 7,5 km mannen | 4 x 7,5 km mannen               | 4 x 7,5 km mannen |
| #                 | Naam                                                                          | Land              | Straf                           | Tijd              |
| ----------------- | ----------------------------------------------------------------------------- | ----------------- | ------------------------------- | ----------------- |
| Goud              | Antonin Guigonnat Fabien Claude Émilien Jacquelin Quentin Fillon Maillet      | FRA               | 0+0 0+2 0+1 0+2 0+0 1+3 0+1 0+0 | 1:21.48,8         |
| Zilver            | Vetle Sjåstad Christiansen Tarjei Bø Sturla Holm Lægreid Johannes Thingnes Bø | NOR               | 0+2 0+3 0+0 1+3 0+3 0+0         | + 38,8            |
| Brons             | Peppe Femling Martin Ponsiluoma Jesper Nelin Sebastian Samuelsson             | SWE               | 0+1 1+3 0+2 0+1 0+1 0+1 0+3 0+1 | + 1.39,9          |
| 4                 | Michal Krčmář Tomáš Mikyska Jakub Štvrtecký Jonáš Mareček                     | CZE               | 0+0 0+1 0+0 0+3 0+0 0+2 2+3 0+1 | + 2.04,2          |
| 5                 | Justus Strelow Johannes Kühn Roman Rees Benedikt Doll                         | GER               | 0+0 0+1 0+0 3+3 0+0 0+0 0+1 2+3 | + 3.51,8          |
| 6                 | Sebastian Stalder Jeremy Finello Niklas Hartweg Serafin Wiestner              | SUI               | 0+0 0+0 0+1 4+3 0+0 0+0 2+3 0+1 | + 4.08,1          |
| 7                 | Didier Bionaz Tommaso Giacomel Elia Zeni Lukas Hofer                          | ITA               | 0+1 0+2 0+2 0+1 0+3 0+2 0+1 0+2 | + 4.22,9          |
| 8                 | George Buta Dmitrii Shamaev George Coltea Raul Flore                          | ROU               | 0+2 0+2 0+1 0+3 0+0 0+2 0+3 0+0 | + 4.48,6          |
| 9                 | Alex Cisar Miha Dovžan Jakov Fak Anton Vidmar                                 | SLO               | 0+0 0+3 0+1 2+3 0+0 0+1 0+3 1+3 | + 4.48,7          |
| 10                | Jaakko Ranta Tuomas Harjula Tero Seppala Olli Hiidensalo                      | FIN               | 0+0 0+1 0+0 1+3 0+0 0+0 0+0 2+3 | + 5.08,8          |

| 4 x 6 km vrouwen | 4 x 6 km vrouwen                                                                     | 4 x 6 km vrouwen | 4 x 6 km vrouwen                | 4 x 6 km vrouwen |
| #                | Naam                                                                                 | Land             | Straf                           | Tijd             |
| ---------------- | ------------------------------------------------------------------------------------ | ---------------- | ------------------------------- | ---------------- |
| Goud             | Samuela Comola Dorothea Wierer Hannah Auchentaller Lisa Vittozzi                     | ITA              | 0+0 0+0 0+0 0+1 0+0 0+0         | 1:14.39,7        |
| Zilver           | Vanessa Voigt Hanna Kebinger Sophia Schneider Denise Herrmann-Wick                   | GER              | 0+0 0+0 0+2 0+0 0+1 0+2 0+0 0+1 | + 24,7           |
| Brons            | Linn Persson Anna Magnusson Elvira Öberg Hanna Öberg                                 | SWE              | 0+2 0+0 0+1 2+3 0+1 0+2 0+2 0+0 | + 55,7           |
| 4                | Lou Jeanmonnot Anaïs Chevalier-Bouchet Chloé Chevalier Julia Simon                   | FRA              | 0+0 0+3 0+0 1+3 0+3 0+2 0+1 0+0 | + 1.31,7         |
| 5                | Dunja Zdouc Anna Gandler Anna Juppe Lisa Theresa Hauser                              | AUT              | 0+1 0+3 0+1 0+2 0+3 0+1 0+1 0+0 | + 2.08,0         |
| 6                | Karoline Offigstad Knotten Ingrid Landmark Tandrevold Ida Lien Marte Olsbu Røiseland | NOR              | 0+1 0+2 0+1 3+3 0+1 1+3 0+1 0+1 | + 2.20,9         |
| 7                | Tereza Voborníková Tereza Vinklárková Markéta Davidová Lucie Charvátová              | CZE              | 0+1 0+0 0+2 0+0 0+0 1+3 2+3 0+2 | + 2.20,9         |
| 8                | Amy Baserga Aita Gasparin Elisa Gasparin Lena Häcki-Groß                             | SUI              | 0+0 0+3 0+1 0+1 0+3 0+2 0+2 1+3 | + 2.45,6         |
| 9                | Anna Mąka Kamila Żuk Joanna Jakieła Natalia Sidorowicz                               | POL              | 0+0 0+2 0+3 0+2 0+2 0+3 0+2 0+2 | + 4.48,9         |
| 10               | Regina Ermits Tuuli Tomingas Susan Külm Johanna Talihärm                             | EST              | 2+3 0+1 0+0 1+3 0+1 1+3 0+0 0+0 | + 5.20,8         |

### Gemengde estafette
| Single-Mixed-Relay | Single-Mixed-Relay                                                                    | Single-Mixed-Relay | Single-Mixed-Relay              | Single-Mixed-Relay |
| #                  | Naam                                                                                  | Land               | Straf                           | Tijd               |
| ------------------ | ------------------------------------------------------------------------------------- | ------------------ | ------------------------------- | ------------------ |
| Goud               | Marte Olsbu Røiseland Johannes Thingnes Bø Marte Olsbu Røiseland Johannes Thingnes Bø | NOR                | 0+2 0+0 0+1 0+0 0+0 0+0 1+3 0+0 | 35.50,9            |
| Zilver             | Lisa Theresa Hauser David Komatz Lisa Theresa Hauser David Komatz                     | AUT                | 0+0 0+1 0+1 0+0 0+1 0+1         | + 13,8             |
| Brons              | Lisa Vittozzi Tommaso Giacomel Lisa Vittozzi Tommaso Giacomel                         | ITA                | 0+0 0+1 0+1 0+1 0+0 0+2 0+1 2+3 | + 51,0             |
| 4                  | Hanna Öberg Sebastian Samuelsson Hanna Öberg Sebastian Samuelsson                     | SWE                | 0+1 0+1 0+3 0+1 0+0 0+2 0+1 1+3 | + 1.16,4           |
| 5                  | Lou Jeanmonnot Fabien Claude Lou Jeanmonnot Fabien Claude                             | FRA                | 0+2 0+3 0+0 0+2 0+1 0+1 0+0 1+3 | + 1.21,9           |
| 6                  | Sophia Schneider Philipp Nawrath Sophia Schneider Philipp Nawrath                     | GER                | 0+0 0+3 1+3 0+0 0+2 0+1         | + 1.30,7           |
| 7                  | Polona Klemenčič Jakov Fak Polona Klemenčič Jakov Fak                                 | SLO                | 0+1 0+2 0+0 0+1 0+1 0+0 0+0 0+3 | + 1.38,1           |
| 8                  | Alina Stremous Maksim Makarov Alina Stremous Maksim Makarov                           | MDA                | 0+2 0+1 0+1 0+0 0+0 0+0 0+2 0+1 | + 2.00,7           |
| 9                  | Tuuli Tomingas Rene Zakhna Tuuli Tomingas Rene Zakhna                                 | EST                | 0+1 0+1 1+3 0+1 0+2 0+0 0+1 0+0 | + 2.24,8           |
| 10                 | Suvi Minkkinen Olli Hiidensalo Suvi Minkkinen Olli Hiidensalo                         | FIN                | 0+1 0+1 0+1 1+3 0+2 1+3         | + 2.27,2           |

| 2 x 6 km vrouwen + 2 x 6 km mannen | 2 x 6 km vrouwen + 2 x 6 km mannen                                                        | 2 x 6 km vrouwen + 2 x 6 km mannen | 2 x 6 km vrouwen + 2 x 6 km mannen | 2 x 6 km vrouwen + 2 x 6 km mannen |
| #                                  | Naam                                                                                      | Land                               | Straf                              | Tijd                               |
| ---------------------------------- | ----------------------------------------------------------------------------------------- | ---------------------------------- | ---------------------------------- | ---------------------------------- |
| Goud                               | Ingrid Landmark Tandrevold Marte Olsbu Røiseland Sturla Holm Lægreid Johannes Thingnes Bø | NOR                                | 0+0 1+3 0+0 0+2 0+0 0+0 0+3 0+1    | 1:04.41,0                          |
| Zilver                             | Lisa Vittozzi Dorothea Wierer Didier Bionaz Tommaso Giacomel                              | ITA                                | 0+0 0+1 0+1 0+2 0+0 0+1            | + 11,6                             |
| Brons                              | Julia Simon Anaïs Chevalier-Bouchet Émilien Jacquelin Quentin Fillon Maillet              | FRA                                | 0+1 0+0 0+2 0+2 0+3 0+0            | + 55,9                             |
| 4                                  | Dunja Zdouc Lisa Theresa Hauser David Komatz Simon Eder                                   | AUT                                | 0+1 0+0 0+0 0+1 0+0 0+0            | + 59,2                             |
| 5                                  | Tereza Voborníková Markéta Davidová Michal Krčmář Tomáš Mikyska                           | CZE                                | 0+2 0+1 0+1 0+1 0+1 0+0 0+0 0+1    | + 1.09,4                           |
| 6                                  | Vanessa Voigt Denise Herrmann-Wick Benedikt Doll Roman Rees                               | GER                                | 0+1 0+1 0+0 0+1 1+3 0+1 0+2 0+0    | + 1.26,5                           |
| 7                                  | Elisa Gasparin Lena Häcki-Gross Sebastian Stalder Niklas Hartweg                          | SUI                                | 0+0 0+2 0+0 0+0 0+1 0+0            | + 1.49,5                           |
| 8                                  | Emma Lunder Nadia Moser Adam Runnalls Christian Gow                                       | CAN                                | 0+0 0+0 0+3 0+2 0+0 0+2 0+2 0+0    | + 2.22,8                           |
| 9                                  | Hanna Öberg Elvira Öberg Martin Ponsiluoma Sebastian Samuelsson                           | SWE                                | 0+2 0+0 0+1 0+2 0+3 0+1 3+3 0+3    | + 2.33,8                           |
| 10                                 | Anastasija Merkoesjyna Joelia Dzjyma Dmytro Pidroetsjni Anton Doedtsjenko                 | UKR                                | 0+0 0+0 0+0 0+1 0+1 0+3 0+1 0+1    | + 2.45,3                           |